# ليدشوبنغ
ليدشوبنغ (بالسويدية: Lidköping) هي بلدة سويدية ومركز بلدية ليدشوبنغ في مقاطعة فسترا غوتلاند في السويد. بلغ عدد السكان 25,644 نسمة في عام 2010.
تقع البلدة تقريبا على الشاطئ الجنوبي لبحيرة فنرن.

## أعلام
- إيريك ويلر
- بيورن أندرسون
- ألبين ستورم
- كارين يوهانسون
- دانيال نوردمارك
- رودلف سودربرغ
- إيفا إيكبلود
- غوستاف أندرسون